# White AM (бронеавтомобиль)
White AM (фр. Automitrailleuse White) — французский бронеавтомобиль, спроектированный в годы Первой мировой войны на шасси грузовика американской компании «White Motor Company» с бронекорпусами французской фирмы «Segur & Lorfeuvre». В межвоенный период был глубоко модернизирован при участии компании «Laffly» и получил новые обозначения: White-Laffly AMD 50 и White-Laffly AMD 80.

## История создания
В 1915 году Франция импортировала из Соединённых Штатов грузовые автомобили компании «White Motor Company». Французская фирма «Segur & Lorfeuvre» разработала, изготовила и установила бронекорпуса на шасси этих грузовиков. Конструкторы извлекли урок из ошибок, допущенных при создании более ранних бронеавтомобилей Renault и Peugeot. White AM совместил в себе и пушечное, и пулемётное вооружение. Была построена партия из 20 автомобилей под названием White AM Mle. 1915. В 1915 году Западный фронт увяз в окопной войне, и бронемашины использовались мало, поэтому их производство было приостановлено. В 1917 году оно возобновилось, но уже с использованием шасси, построенных по лицензии. У модификации 1917 года — White AM Mle. 1917/1918, в отличие от варианта 1915 года руль находился справа. Таких бронеавтомобилей было построено около 230.
В конце 1920-х годов шасси компании «White» полностью износилось, хотя бронекорпуса были в хорошем состоянии. Поэтому в 1927—1928 годах был разработан проект замены шасси. Первый прототип White-Laffly AMD 50 (фр. Auto-Mitrailleuse de Découverte (AMD) — разведывательный бронеавтомобиль) был построен в 1931 году. 98 бронемашин White AM были модернизированы до этого уровня. Несмотря на то, что от «White» в новом броневике не сохранилось практически ничего, название White было сохранено, чтобы указать происхождение машины. Вскоре оказалось, что требуется дальнейшая модернизация, и поэтому в 1933 году был создан White-Laffly AMD 80. Всего было произведено 28 образцов, прежде чем французская армия начала закупать более совершенный Panhard 178.

## Описание конструкции

### White AM
Бронеавтомобиль White AM был создан на базе импортного (а затем и лицензионного) американского грузовика компании «White», на который был поставлен бронекорпус с башней сделанный во Франции. Компоновка была аналогична другим броневикам того времени: двигатель расположен спереди, следом — механик-водитель и его помощник, далее — башня с командиром и наводчиком. Органы управления были дублированы (спереди и сзади), чтобы можно было безопасно двигаться назад на скорости. Бронемашина весила около 5,9 тонн и была намного тяжелее по сравнению с другими бронеавтомобилями того времени.
Бронекорпус White AM состоял примерно из 30 бронеплит толщиной 8 мм, прикреплённых болтами к жёсткой стальной раме. В башне, спроектированной Арно де Кастельбажаком, размещалась 37-мм пушка Puteaux SA 18 и 8-мм пулемёт Hotchkiss M1914. Вооружение было расположено необычно: пушка и пулемёт находились на противоположных сторонах башни. В процессе эксплуатации такое расположение оказалось неудобным для наводчика по сравнению с соосным расположением. Шасси — заднеприводное, с листовыми рессорами и сдвоенными колёсами сзади, колёсная формула 4x2. Двигатель — 4-цилиндровый, бензиновый, мощностью 35 л. с. — развивал максимальную скорость 45 км/ч, радиус действия составлял 240 километров.

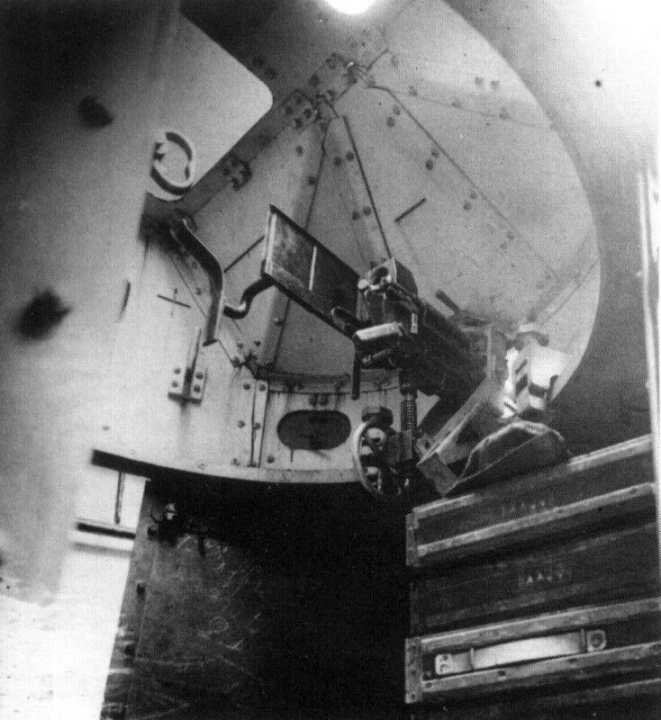
Вид башни изнутри.
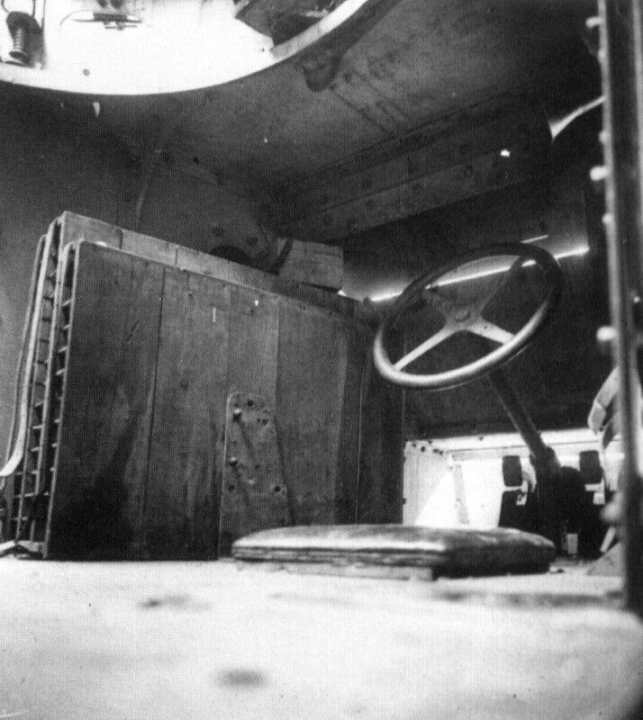
Вид на заднее место механика-водителя.
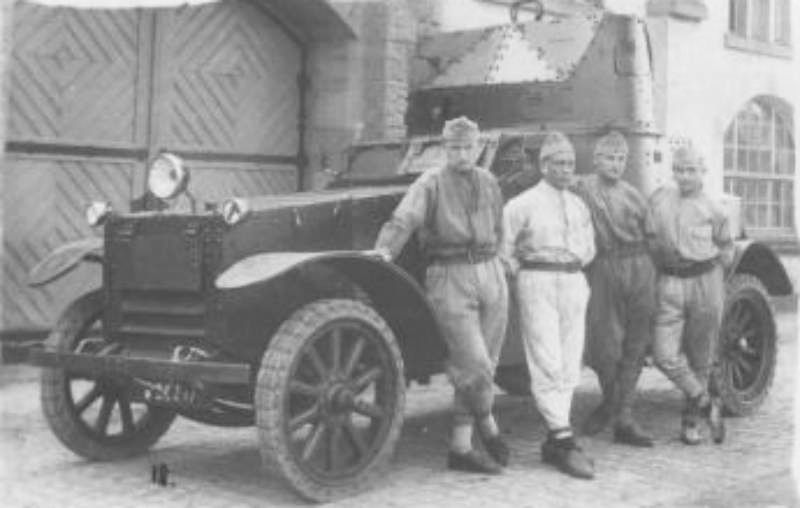
White AM с экипажем.

### White-Laffly AMD 50

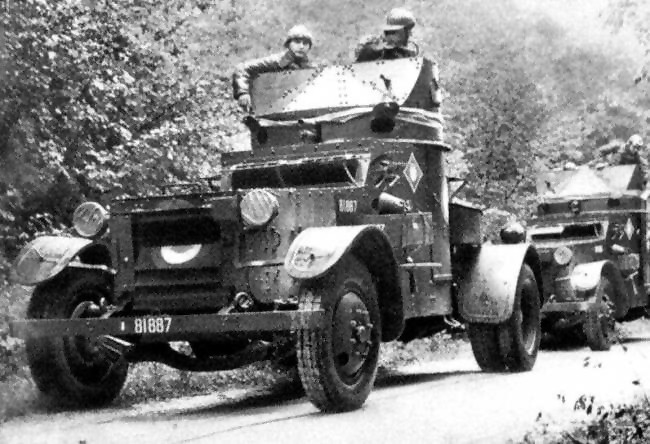
White-Laffly AMD 50

На White-Laffly AMD 50 шасси компании «White» было заменено на шасси «Laffly». Новый бронеавтомобиль имел более мощный 4-цилиндровый двигатель Laffly мощностью 50 л. с., который обеспечивал максимальную скорость до 60 км/ч и увеличенную дальность хода в 300 км. Броневик сохранил оригинальную башню с 37-мм пушкой SA 18, в то время как 8-мм пулемёт был заменён на 7,5-мм MAC M1924/29.

### White-Laffly AMD 80

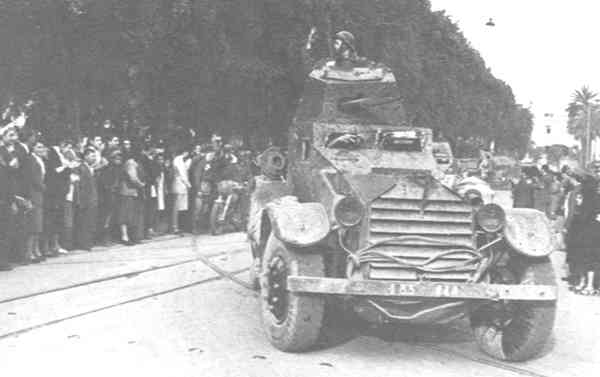
White-Laffly AMD 80

White-Laffly AMD 80 был ещё более глубокой модернизацией, чем AMD 50. Изначальное шасси «White» вновь было заменено новым, от грузовика Laffly LC2. Этот броневик отличал ещё более мощный 4-цилиндровый двигатель Laffly мощностью 80 л. с., что позволило дополнительно увеличить максимальную скорость до 80 км/ч, а дальность хода — до 400 км. AMD 80 также имел новую башню, в которой был установлен 13,2-мм крупнокалиберный пулемёт Hotchkiss M1929, спаренный с ним 7,5-мм MAC M1924/29 и ещё один MAC M1924/29, установленный в задней части башни.[7]

## Боевое применение

### White AM
White AM считается одним из лучших французских бронеавтомобилей Первой мировой войны. Он широко использовался на Западном фронте на завершающем этапе боевых действий. 205 броневиков этого типа всё ещё находились на вооружении к концу войны в 1918 году.
До 1933 года White AM оставался основным броневиком Французской армии. Он применялся во время Рифской войны и Сирийского восстания 1925—1927 гг., использовался французскими оккупационными войсками в Германии, в Рейнской области. Некоторое количество машин закупила полиция Шанхайской французской концессии в конце 1920-х. Несколько броневиков было отправлено на Корсику для борьбы с бандитами.
В 1931 году обозначение бронеавтомобиля изменилось с Automitrailleuse de Combat (AMC) — боевой бронеавтомобиль на Automitrailleuse de Découverte (AMD) — разведывательный бронеавтомобиль.
В 1932-33 гг. на вооружение начали поступать более совершенные бронемашины White-Laffly AMD 50 и AMD 80, однако White AM всё ещё использовался армией. В 1938 году заменил устаревшие Citroën-Kégresse P28, стоящие на вооружении Республиканской гвардии.
Ограниченно применялись во время Французской кампании в метрополии и колониях. Некоторое количество машин было захвачено Вермахтом.

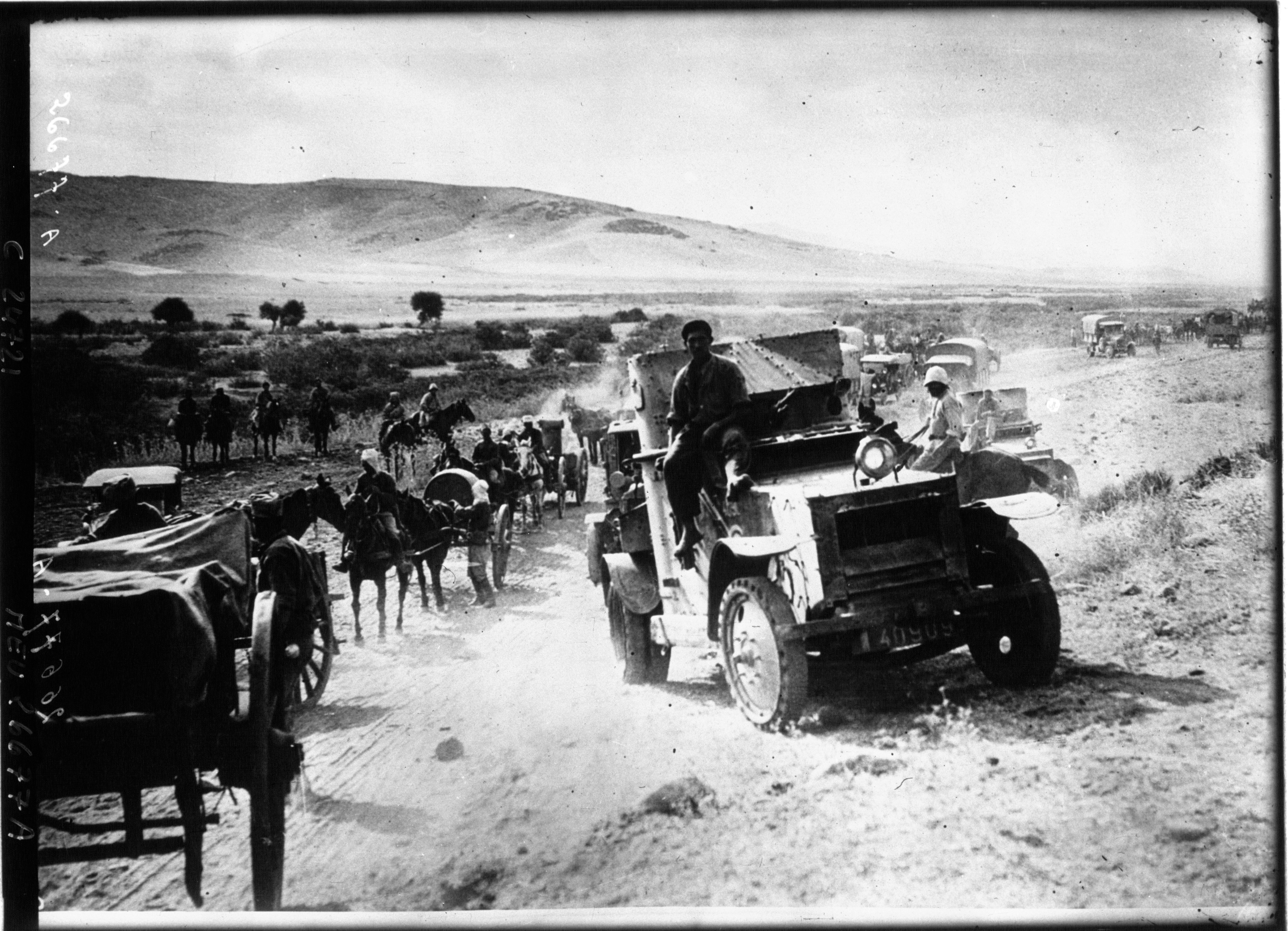
Война в Марокко. Французские войска идут на фронт. 1925 г.
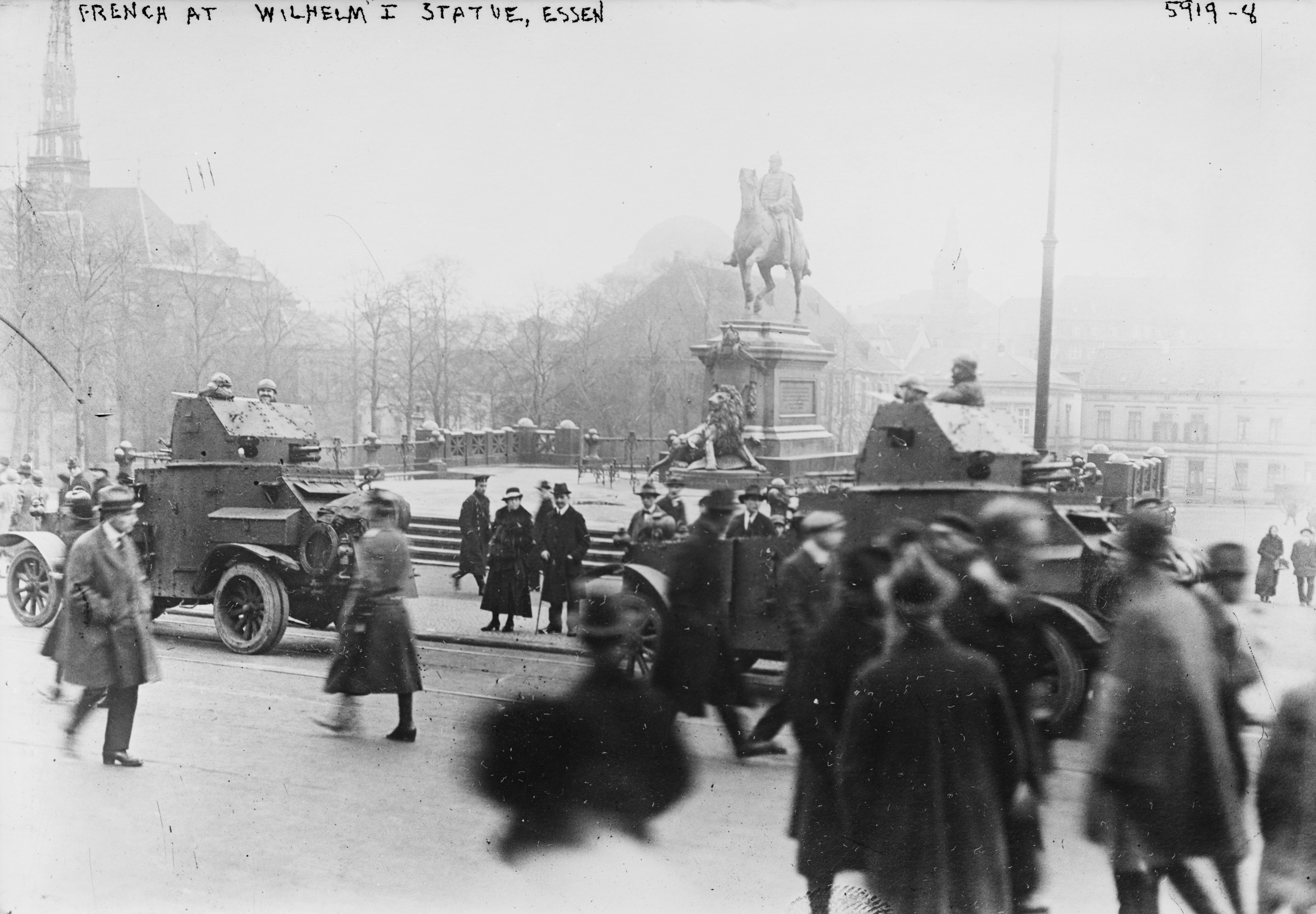
White AM рядом с памятником Вильгельму I. Эссен, 1923 г.
White AM на параде в Ханое, Индокитай, 5 ноября 1930

### White-Laffly AMD 50 и AMD 80
В 1937 году в метрополии как AMD 50, так и AMD 80 были заменены на Panhard 178 и в большинстве своём отправлены в колонии. К маю 1940 года они стояли на вооружении французских колониальных войск в Алжире, Тунисе, Ливане и Индокитае. Чуть более 10-ти броневиков остались в континентальной Франции. Они и были захвачены вторгшимися немецкими войсками, и недолго использовались Вермахтом для обучения личного состава. В Северной Африке бронеавтомобили эксплуатировались по крайней мере до 1943 года, когда были заменены американскими M8 Greyhound. 5-й Алжирский полк спаги получил взвод AMD 80 в 1944 году, но до 1946 года они были заменены броневиками Panhard 165/175.

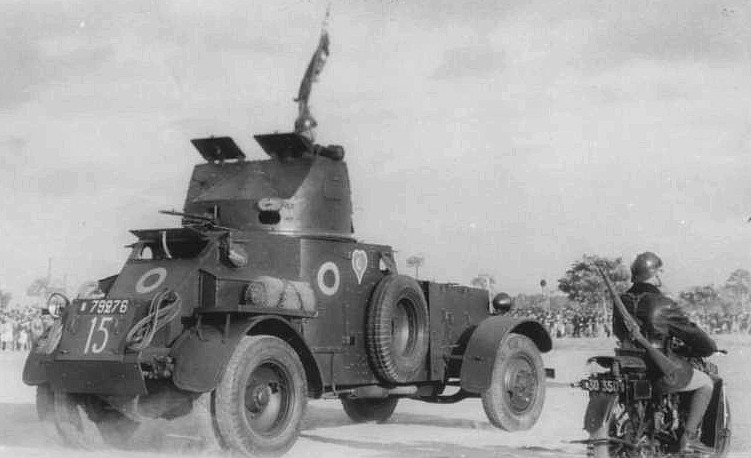
White-Laffly AMD 50 4-го Африканского егерского полка. Тунис, 1938 г.
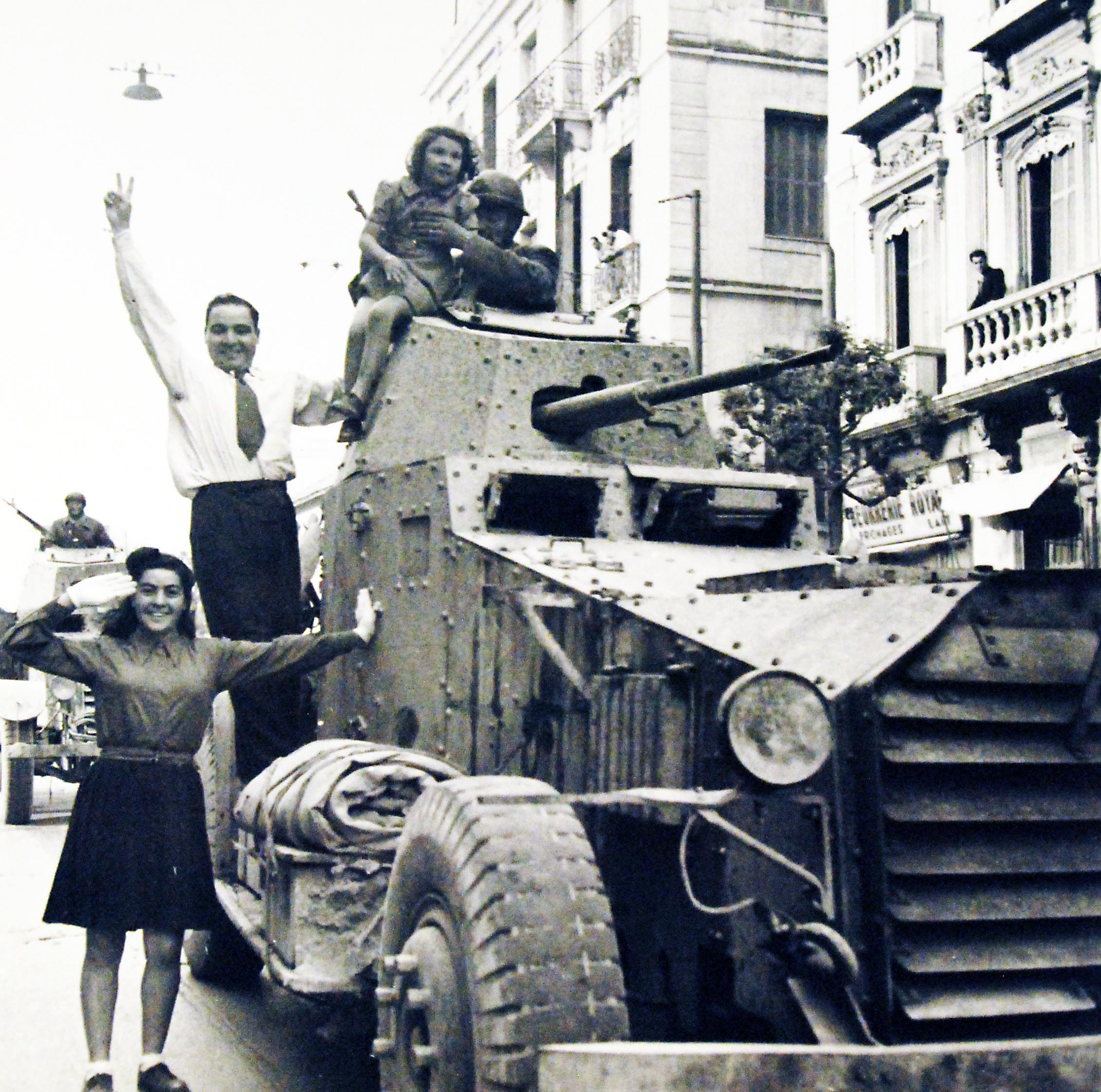
White-Laffly AMD 80 на параде в честь освобождения Туниса, 20 мая 1943